# Stay Alive (정국의 노래)
Stay Alive는 대한민국의 보이 그룹 방탄소년단의 일원인 정국이 2022년 2월 11일에 발표한 디지털 싱글이다.